# Ford Tempo
Ford Tempo/Mercury Topaz — компактные автомобили, выпускавшиеся компанией Ford c 1984 по 1994 год. Они были уменьшенными в размерах преемниками Ford Fairmont и Mercury Zephyr. Выпуск Tempo и Topaz было частью плана по обновлению Ford, подразумевавшего предложение более экологически чистых, экономичных и современных моделей, чтобы конкурировать с европейским и японским импортом. Изначально выпускался в кузовах «четырёхдверный нотчбэк» (седан) и «двухдверное купе». Всего было выпущено чуть менее миллиона экземпляров Ford Tempo. С 1995 года Ford Contour сменил эту модель.
В 1988 году был обновлён экстерьер четырёхдверного Tempo (его хотели приблизить по дизайну к Ford Taurus). У купе фактически изменили только приборную панель. В 1990 году стали выпускаться двух- и четырёхдверные седаны в комплектациях: GL и GLS, для четырхдверных седанов была и LX. В 1993 году из линейки вычеркнули спортивный GLS.
За первых два сезона продаж Ford Tempo был продан в количестве 371 000 штук, и ещё 280 тысяч за период с 1986 по 1987 годы.

## Комплектация
Ford Tempo имел подвеску от Ford Escort с лёгкими доработками, использовал 2,3 л (84 л. с.) двигатель, это был укороченный до 4 цилиндров рядный L6 двигатель, ранее в 1960-х годах ставившийся на Falcon. До 1986 года был доступен также дизельный мотор 2.0 л. как на Ford Escort. С 1986 года, со стороны водителя предлагалась подушки безопасности как дополнительная опция.
Ford Tempo Sport оснащался мощным двигателем (V6 3.0 л. с 1993 года) и усиленной подвеской. В 1987 году добавилась система подключаемого полного привода, который включался «на ходу». Эта опция была доступна исключительно для 4-х дверных седанов. В 1994 году оборудованные подушками безопасности автомобили получили новые трехточечные ремни для водителя, но для переднего пассажира использовались обычные ремни безопасности. В остальных версиях, ставились стандартные ремни.

## Первое поколение
Первое поколение Tempo и Topaz было запущено 26 мая 1983 года как модели 1984 года и равнялись длине Chevrolet Citation того времени.
В начале 1985 года Tempo стал первым серийным американским автомобилем, оснащенным подушкой безопасности со стороны водителя в качестве дополнительной.
1984 году Ford заключил контракт с Управлением служб общего назначения и Министерством транспорта на поставку 5000 машин Tempos, оборудованных подушками безопасности. Автомобили получили высоко расположенные стоп-сигналы, которые стали требоваться по закону в 1986 году, половина автомобилей также получила специальное лобовое стекло, предназначенное для минимизации повреждений пассажиров.